# Gusseiserner Laufbrunnen (Daaden)
Der Gusseiserne Laufbrunnen in Daaden im Landkreis Altenkirchen (Westerwald) in Rheinland-Pfalz vor dem von Schütz’schen Haus steht unter Denkmalschutz.

## Geschichte

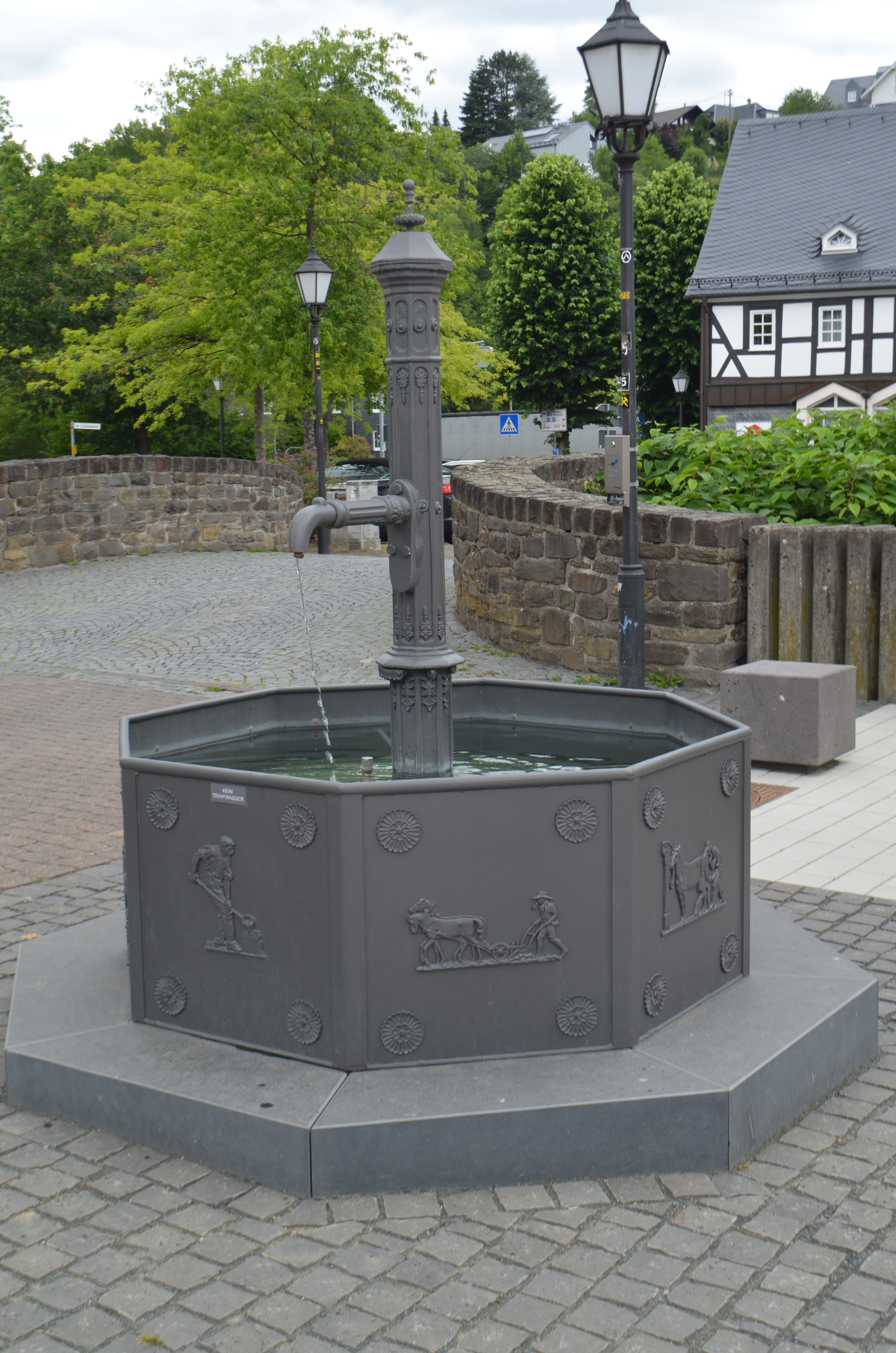
Laufbrunnen von vorn

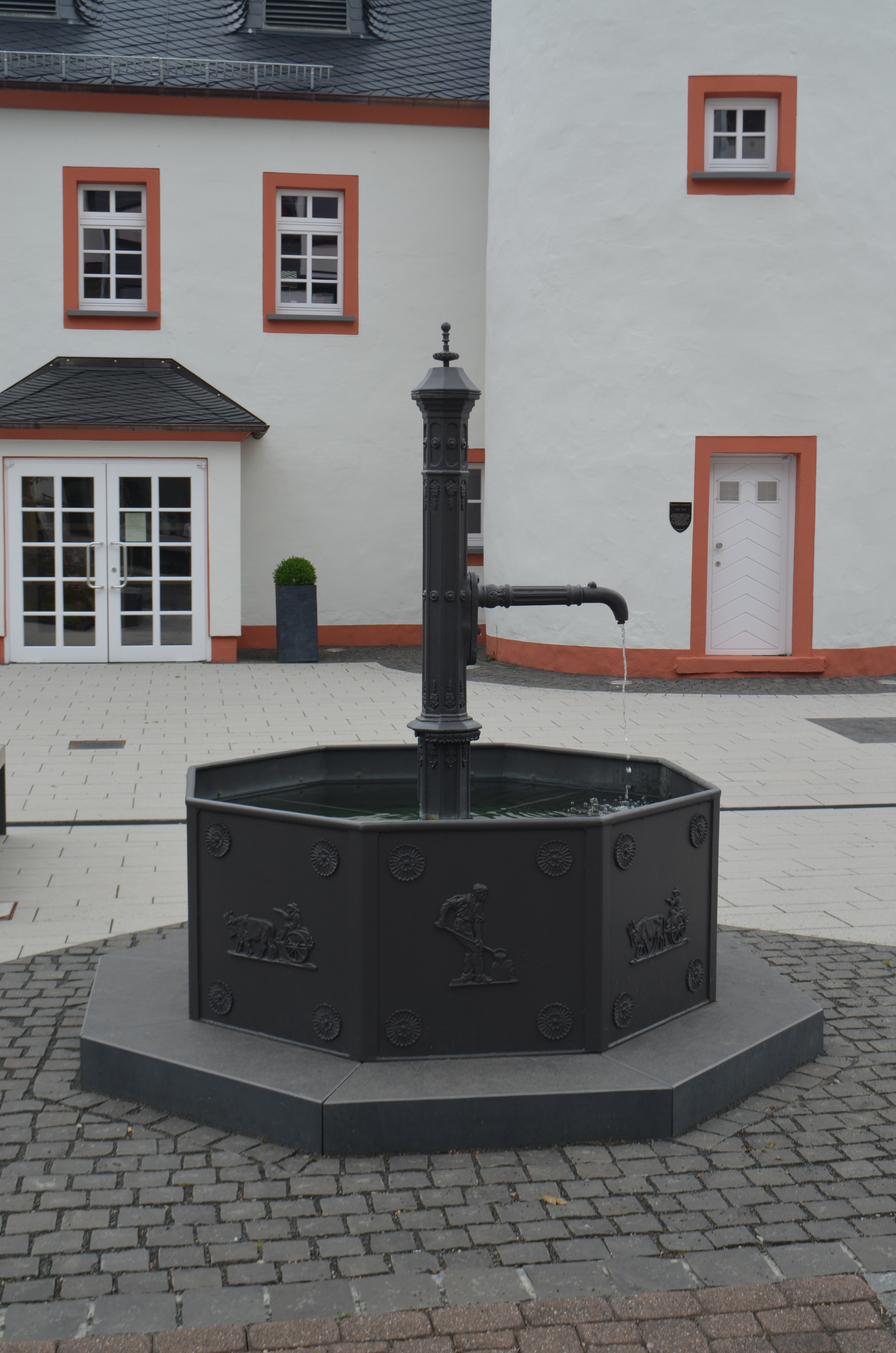
Laufbrunnen in Daaden seitlich

Während in den großen Städten ab Mitte des 19. Jahrhunderts eine zentrale Wasserversorgung mit Hausanschlüssen geschaffen wurde, erfolgte dies auf dem Lande und in den kleineren Städten erst Ende des 19. bis Anfang des 20. Jahrhunderts. Vorher wurde die Wasserversorgung durch die Entnahme aus den Bächen, eigene Brunnen oder für die Allgemeinheit nutzbare Laufbrunnen sichergestellt. In der zweiten Hälfte des 19. Jahrhunderts setzte sich Gusseisen als Brunnenmaterial gegenüber dem bis dahin genutzten Holz oder Steinmauerwerk durch.
Der gusseiserne Laufbrunnen in Daaden ist einer dieser Brunnen aus der zweiten Hälfte des 19. Jahrhunderts. Er stand ursprünglich vor der Zehntscheune in der Lamprechtstraße 39/41. Von den 1940er Jahren bis 1973 stand er dann in eine Einbuchtung an der Hachenburger Straße oberhalb des Autohauses Roth. Durch einen Autounfall wurde der Brunnen 1973 stark beschädigt. Der gusseiserne Brunnenstock konnte erhalten werden, das Brunnenbecken wurde originalgetreu nachgebaut. Später wurde der Brunnen unterhalb der evangelischen Kirche und danach am Günter-Wolfram-Platz aufgestellt. 2019 wurde der Brunnen mit Zustimmung des Denkmalschutzamtes vor das Heimatmuseum versetzt. In Daaden fand in den 1970er Jahren zu Ehren des Wasserspeiers auch ein „Brunnenfest“ statt.
Das achteckige Brunnenbecken ist mit Reliefs landwirtschaftlicher Motive geschmückt. Historisch war er in unterschiedlichen Farben angestrichen, nach Vorgabe des Denkmalschutzamtes zeigt er sich heute im originalen Grau.